# انتگرال حساسیت بود

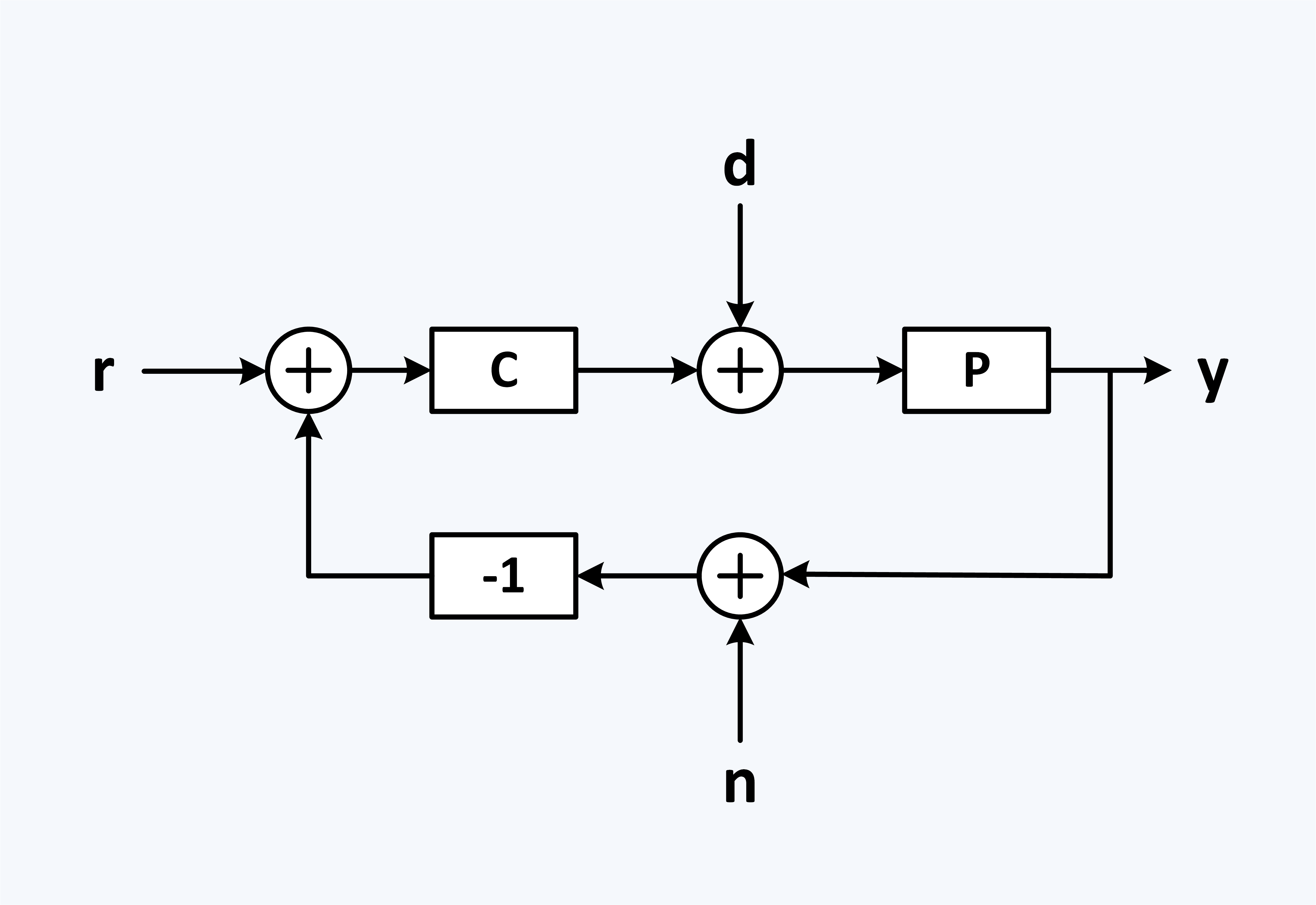
نمودار بلوکی کنترل بازخورد یک فرایند پویا.

انتگرال حساسیت بود (به انگلیسی: Bode's sensitivity integral) یا انتگرال حساسیت بُدی که توسط هندریک وید بُدی کشف شد، فرمولی است که برخی از محدودیت‌های کنترل بازخورد سامانه‌هایی با پارامتر خطی ناوردا را کمّی می‌کند. اجازه دهید L تابع انتقال حلقه و S تابع حساسیت باشد.
در نمودار، P یک فرایند پویا است که تابع انتقال P(s) دارد. کنترل‌کننده(کنترلگر) C دارای تابع انتقال C(s) است. کنترل‌کننده تلاش می‌کند تا خروجی فرایند، y، ورودی مرجع، r را ردیابی کند. اغتشاش، d، و نویز اندازه‌گیری، n، ممکن است باعث انحرافات نامطلوب در خروجی شوند. بهره حلقه با L(s) = P(s)C(s) تعریف می‌شود.
موارد زیر صادق است:
{\displaystyle \int _{0}^{\infty }\ln |S(j\omega )|d\omega =\int _{0}^{\infty }\ln \left|{\frac {1}{1+L(j\omega )}}\right|d\omega =\pi \sum Re(p_{k})-{\frac {\pi }{2}}\lim _{s\rightarrow \infty }sL(s)}
که اینجا {\displaystyle p_{k}} قطب‌های L در نیم صفحه سمت راست (قطب‌های ناپایدار) هستند.
اگر L حداقل دو قطب بیشتر از صفرها داشته باشد و هیچ قطبی در نیم صفحه سمت راست نداشته باشد (پایدار است)، معادله ساده می‌شود:
{\displaystyle \int _{0}^{\infty }\ln |S(j\omega )|d\omega =0}
این برابری نشان می‌دهد که اگر حساسیت به اغتشاش در بعضی محدودهٔ فرکانسی سرکوب شود، لزوماً در محدوده دیگری افزایش می‌یابد. این «اثر تخت‌خواب‌آبی» (به انگلیسی: waterbed effect) نامیده می‌شود.

## در ادامه مطلب
- Karl Johan Åström and Richard M. Murray. Feedback Systems: An Introduction for Scientists and Engineers. Chapter 11 - Frequency Domain Design. Princeton University Press, 2008. http://www.cds.caltech.edu/~murray/amwiki/Frequency_Domain_Design
- Stein, G. (2003). "Respect the unstable". IEEE Control Systems Magazine. 23 (4): 12–25. doi:10.1109/MCS.2003.1213600. ISSN 1066-033X.
- Costa-Castelló, Ramon; Dormido, Sebastián (2015). "An interactive tool to introduce the waterbed effect". IFAC-PapersOnLine. 48 (29): 259–264. doi:10.1016/j.ifacol.2015.11.246. ISSN 2405-8963.